# Kanton Wernigerode
Der Kanton Wernigerode bestand von 1807 bis 1813 im Distrikt Blankenburg im Departement der Saale im Königreich Westphalen und wurde durch das königliche Decret vom 24. Dezember 1807 gebildet. Er umfasste nur die Stadt Wernigerode.

## Umfang
Zum Landkanton Wernigerode gehörten:
1. der Flecken Nöschenrode nebst dem Schloss Wernigerode und seine Umgebung, wie auch das Wernigeröder Forstrevier, der Nöschenröder Kommunwald, sämtliche Mühlen und Häuser am Zillierbach vom gräflichen Garten auf der Flutrenne aufwärts, dem Büchenberg und Hartenberg, dem Landmannsforstrevier und dem Vorwerk Charlottenlust,
2. Friedrichsthal und Hasserode mit dem gräflichen Forsthaus und der Sägemühle, dem königlichen Hasseröder Forst und dem Gasthof zum Auerhahn,
3. Schierke mit dem Hüttenwerk, dem Schierker Forstrevier, dem Brocken und Brockenhaus, dem Jacobsbruch, der Hohne und dem Zechenhaus der Drei Annen,
4. das Dorf Darlingerode mit Oehrenfeld und der Plessenburg sowie der Kommunwaldung,
5. das Dorf und Gut Altenrode,
6. das Dorf Reddeber, nebst der vormaligen Mackschen, späteren Jessischen Mühle am linken Ufer der Holtemme,
7. das Dorf und Gut Minsleben nebst einer Mühle,
8. das Dorf Silstedt nebst der Schmidtschen Ölmühle mit allen Gebäuden, Äckern, Wiesen, Angern, Teichen von jedem Ort.